# دي براون (لاعب كرة قاعدة)
دي براون (بالإنجليزية: Dee Brown)‏ هو لاعب كرة قاعدة أمريكي، ولد في 27 مارس 1978 في ذا برونكس في الولايات المتحدة.

## وصلات خارجية
- دي براون على موقع دوري كرة القاعدة الرئيسي (الإنجليزية)
- دي براون على موقع الدوري الياباني لكرة القاعدة (الإنجليزية)
- دي براون على موقعبيزبول رفرنس.كوم (الدوري الرئيسي) (الإنجليزية)
- دي براون على موقعبيزبول رفرنس.كوم (الدوري الثانوي) (الإنجليزية)
- دي براون على موقع إي إس بي إن.كوم (أم.أل.بي) (الإنجليزية)
- دي براون على موقع مشجعي الرسوم البيانية (الإنجليزية)